# آروتز شوا
آروتز شِوا (به عبری: ערוץ שבע) بمعنی کانال هفتم یکی‌از شبکه‌های رسانه‌ای اسرائیل با ایدئولوژی صهیونیزم مذهبی است که به زبان‌های انگلیسی، عبری و روسی با مخاطب ارتباط دارد.
این رسانه خودرا تنها شبکه مستقل صهیونیست در اسرائیل معرفی می‌کند و برنامه‌های رایگان رادیویی، ویدئویی و نیز خبرنامه ایمیلی را در اختیار مخاطبان خود قرار می‌دهد.